# آسیابک (فیلم ۲۰۰۱)
آسیابک (نروژی: Øyenstikker) یک فیلم است که در سال ۲۰۰۱ منتشر شد.